# 佐木港

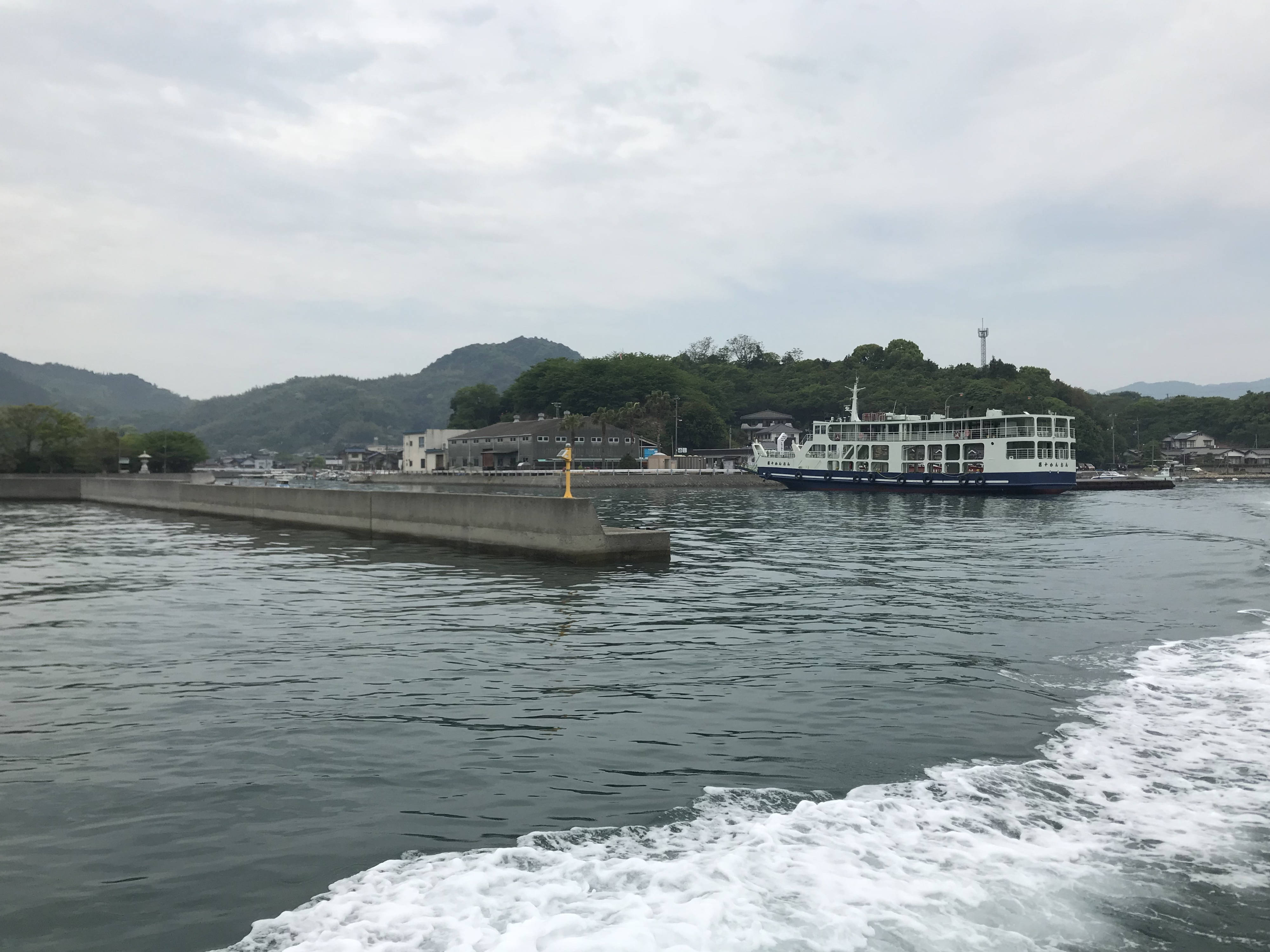
鷺桟橋の遠景

佐木港（さぎこう）は、広島県三原市鷺浦町須波にあり、小佐木島の桟橋と佐木島の佐木桟橋（鷺港）、須ノ上桟橋を含む港湾。港湾管理者は広島県。地方港湾。 

## 概要
小佐木桟橋
三原市鷺浦町須波（小佐木島）
「小佐木桟橋」地図
佐木桟橋鷺港
三原市鷺浦町須波（佐木島）
「佐木港」地図
航路案内では「鷺」とも表記される。
須ノ上港
三原市鷺浦町向田野浦（佐木島）
「須ノ上港」地図
佐木島の向田港は、瀬戸田港の区域となっている。

## 航路
マルト汽船
- 高速船
  - 瀬戸田港（生口島） - 沢港（生口島） - 向田港（佐木島） - 小佐木港（小佐木島） - 三原港（三原市）

一部の便が向田港と小佐木港に寄港する。
瀬戸内クルージング
- 快速船
  - 尾道駅前桟橋 - 尾道新浜 - 重井東港（因島） - 須ノ上港  - 沢港（生口島） - 瀬戸田港（生口島）

土生商船
- 高速船
  - 三原港（三原市） - 鷺港 - 重井港（因島） - 因島モール桟橋[5]（因島） - 土生港（因島）- 立石港（生名島）

### 廃止航路
土生商船
- フェリー
  - 三原港（三原市） - 鷺港 - 重井港（因島）

2021年（令和3年）5月1日廃止。